# Nicholas Chia
Nicholas Chia Yeck Joo (chiń. 谢益裕; pinyin Xiè Yìyù; ur. 8 kwietnia 1938 w Singapurze, zm. 17 grudnia 2024 tamże) – singapurski duchowny katolicki, arcybiskup Singapuru w latach 2001–2013.

## Życiorys
Święcenia kapłańskie otrzymał 26 czerwca 1964 i został inkardynowany do archidiecezji singapurskiej. Był m.in. nauczycielem i ekonomem w miejscowym seminarium (1973–1977), narodowym kapelanem studentów katolickich (1978-1990), a także ekonomem diecezjalnym i kanclerzem kurii (1990–2001).
15 maja 2001 papież Jan Paweł II mianował go arcybiskupem ordynariuszem archidiecezji singapurskiej. Sakry biskupiej udzielił mu 7 października 2001 ówczesny nuncjusz apostolski w Singapurze - abp Adriano Bernardini.
W latach 2003–2007 pełnił funkcję przewodniczącego Konferencji Biskupów Malezji, Singapuru i Brunei.
20 maja 2013 papież Franciszek przyjął jego rezygnację z urzędu złożoną ze względu na wiek. Rządy w archidiecezji objął dotychczasowy koadiutor – arcybiskup William Goh.